# Reg Noble
Edward Reginald Noble, född 23 juni 1895 i Collingwood, Ontario, död 19 januari 1962, var en kanadensisk professionell ishockeyspelare.

## Karriär
Reg Noble inledde proffskarriären med Toronto Blueshirts i National Hockey Association säsongen 1916–17 men avslutade samma säsong med Montreal Canadiens. Säsongen 1917–18 var Noble tillbaka i Toronto med Toronto Arenas i den nystartade ligan NHL. Första säsongen i NHL gjorde han 30 mål och sammanlagt 40 poäng vilket gav en tredjeplats i poängligan bakom Joe Malone och Cy Denneny. Arenas gick sedan hela vägen och vann Stanley Cup efter att ha besegrat Vancouver Millionaires från Pacific Coast Hockey Association i finalserien med 3-2 i matcher.
Säsongen 1919–20 omformades Toronto Arenas till Toronto St. Patricks och säsongen 1921–22 vann laget Stanley Cup efter att åter igen besegrat Vancouver Millionaires i en finalserie över fem matcher. Noble spelade för St. Patricks fram till och med säsongen 1924–25 då han köptes över av Montreal Maroons. Säsongen därefter, 1925–26, vann han sin tredje Stanley Cup då Maroons finalbesegrade Victoria Cougars med 3-1 i matcher.
Från 1927 fram till och med säsongen 1932–33 spelade Noble för Detroit Cougars, Detroit Falcons och Detroit Red Wings. I Red Wings tröja blev det endast fem matcher säsongen 1932–33 innan han flyttade tillbaka till Montreal och avslutade NHL-karriären med 20 matcher för Montreal Maroons.
1962 valdes Noble in i Hockey Hall of Fame.

## Statistik
| 1915–16            | Toronto Riversides   | OHA-Sr.            | 10  | 14  | 0  | 14  | —   | 4  | 6 | 0 | 6 | —  |
| 1916–17            | Toronto Blueshirts   | NHA                | 14  | 7   | 5  | 12  | 41  | —  | — | — | — | —  |
|                    | Montreal Canadiens   | NHA                | 6   | 4   | 0  | 4   | 15  | 2  | 0 | 1 | 1 | 3  |
| 1917–18            | Toronto Arenas       | NHL                | 20  | 30  | 10 | 40  | 35  | 2  | 1 | 1 | 2 | 9  |
|                    |                      | Stanley Cup        | —   | —   | —  | —   | —   | 5  | 2 | 1 | 3 | 12 |
| 1918–19            | Toronto Arenas       | NHL                | 17  | 10  | 4  | 14  | 43  | —  | — | — | — | —  |
| 1919–20            | Toronto St. Patricks | NHL                | 24  | 24  | 9  | 33  | 51  | —  | — | — | — | —  |
| 1920–21            | Toronto St. Patricks | NHL                | 24  | 19  | 8  | 27  | 54  | 2  | 0 | 0 | 0 | 0  |
| 1921–22            | Toronto St. Patricks | NHL                | 24  | 17  | 11 | 28  | 19  | 2  | 0 | 0 | 0 | 12 |
|                    |                      | Stanley Cup        | —   | —   | —  | —   | —   | 5  | 0 | 1 | 1 | 9  |
| 1922–23            | Toronto St. Patricks | NHL                | 24  | 12  | 10 | 22  | 41  | —  | — | — | — | —  |
| 1923–24            | Toronto St. Patricks | NHL                | 23  | 12  | 3  | 15  | 23  | —  | — | — | — | —  |
| 1924–25            | Toronto St. Patricks | NHL                | 3   | 1   | 0  | 1   | 4   | —  | — | — | — | —  |
|                    | Montreal Maroons     | NHL                | 27  | 7   | 6  | 13  | 58  | —  | — | — | — | —  |
| 1925–26            | Montreal Maroons     | NHL                | 33  | 9   | 9  | 18  | 96  | 4  | 1 | 1 | 2 | 6  |
|                    |                      | Stanley Cup        | —   | —   | —  | —   | —   | 4  | 0 | 0 | 0 | 4  |
| 1926–27            | Montreal Maroons     | NHL                | 43  | 3   | 3  | 6   | 112 | 2  | 0 | 0 | 0 | 2  |
| 1927–28            | Detroit Cougars      | NHL                | 44  | 6   | 8  | 14  | 63  | —  | — | — | — | —  |
| 1928–29            | Detroit Cougars      | NHL                | 43  | 6   | 4  | 10  | 52  | 2  | 0 | 0 | 0 | 2  |
| 1929–30            | Detroit Cougars      | NHL                | 43  | 6   | 4  | 10  | 72  | —  | — | — | — | —  |
| 1930–31            | Detroit Falcons      | NHL                | 44  | 2   | 5  | 7   | 42  | —  | — | — | — | —  |
| 1931–32            | Detroit Falcons      | NHL                | 48  | 3   | 3  | 6   | 72  | 2  | 0 | 0 | 0 | 0  |
| 1932–33            | Detroit Red Wings    | NHL                | 5   | 0   | 0  | 0   | 6   | —  | — | — | — | —  |
|                    | Montreal Maroons     | NHL                | 20  | 0   | 0  | 0   | 16  | 2  | 0 | 0 | 0 | 2  |
| 1933–34            | Cleveland Indians    | IHL                | 40  | 2   | 3  | 5   | 43  | —  | — | — | — | —  |
| NHL totalt         | NHL totalt           | NHL totalt         | 509 | 167 | 97 | 264 | 859 | 18 | 2 | 2 | 4 | 33 |
| Stanley Cup totalt | Stanley Cup totalt   | Stanley Cup totalt | —   | —   | —  | —   | —   | 14 | 2 | 2 | 4 | 25 |

## Meriter
- Stanley Cup – 1917–18 med Toronto Arenas, 1921–22 med Toronto St. Patricks och 1925–26 med Montreal Maroons
- Invald i Hockey Hall of Fame 1962
- OHA-Jr. First All-Star Team – 1914–15